# Vila Real Futebol Clube
Vila Real Futebol Clube é um clube de futebol brasileiro sediado em Sobral, no estado do Ceará. Fundado em 23 de maio de 2025, atualmente disputa a Série C do Campeonato Cearense.

## História
O Vila Real surgiu a partir da aquisição do Centro Esportivo União por empresários ligados à Vybbe e investimento local. A fundação ocorreu em 2025, motivada por um investimento inicial de aproximadamente R$ 6 milhões por ano, com metas claras de ascensão à Série B estadual em 2026 e à elite do Campeonato Cearense em 2027. O lançamento oficial se deu em 23 de maio de 2025, em cerimônia no auditório do Icetel, com presença de membros da diretoria, imprensa e autoridades como o deputado Moses Rodrigues. O nome foi escolhido em alusão ao antigo título de Sobral de "Vila Distinta e Real", e o escudo traz um cavaleiro, datas simbólicas (1773 e 2025) e a imagem do Arco de Nossa Senhora de Fátima.

## Rivalidade
Apesar de ser um clube recém-fundado, o Vila Real já protagoniza uma rivalidade local com o Guarany Sporting Club, tradicional equipe de Sobral. O primeiro clássico entre as equipes foi disputado em 5 de julho de 2025, data do aniversário da cidade, e terminou empatado em 1 a 1.

## Estatísticas
|  | Participações em 2025 |

| Competição | Competição       | Temporadas | Melhor campanha    | Estreia | Última | P | R |
| Ceará      | Série C          | 1          | 3º colocado (2025) | 2025    | 2025   | – |   |
| Ceará      | Copa Fares Lopes | 1          | Estreia (2025)     | 2025    | 2025   | – |   |

## Ligações Externas
- Instagram